# Nyack
Nyack (in lingua inglese si pronuncia ˈnaɪæk) è una località (village) degli Stati Uniti d'America, nella Contea di Rockland, nello Stato di New York.

## Geografia e storia
Facente parte dell'area metropolitana di New York, amministrativamente è parte del comune di Orangetown, anche se la porzione più occidentale ricade nel territorio di Clarkstown.
Nyack apparteneva inizialmente al territorio degli indiani del luogo, chiamati Nyack. I coloni vi giunsero nel 1675. Nel 1782 venne dichiarato villaggio a tutti gli effetti. Il 22 luglio 1882, vi nacque il pittore Edward Hopper.

## Società

### Evoluzione demografica
Secondi i dati del 2000 vivevano quasi 6 800 persone divise in poco più di 1 500 famiglie

## Monumenti e luoghi d'interesse
- Edward Hopper House Art Center (82 North Broadway) casa costruita nel 1858 curata dall'artista Edward Hopper
- John Green House (Main Street) costruita nel 1817, la casa più antica di tutta la zona
- Nyack Library (59 South Broadway) si ritrova una grande collezione di scritti sulla storia del luogo
- Red Cross Center (143 North Broadway) una costruzione di Julia e Garret Blauvelt che si è distinta durante le guerre mondiali.